# Tanacetum nitens
Tanacetum nitens là một loài thực vật có hoa trong họ Cúc. Loài này được (Boiss. & Noë) Grierson miêu tả khoa học đầu tiên năm 1975.